# Розовая лента

Розовая лента (англ. pink ribbon) — международный символ организаций и частных лиц, поддерживающих программу борьбы против рака молочной железы. Программа поддерживается президентами разных стран на государственном уровне, коронованными особами, людьми из медицинских кругов, известными людьми, коммерческими и неправительственными общественными организациями.

## Цель программы и деятельность
Основной целью программы «Розовая лента» является информирование женщин о раке молочной железы. Члены программы занимаются:
- распространением информации:
  - о раке молочной железы и научных исследованиях в этом направлении (превентивные меры);
  - о самодиагностике, направленной на выявление рака молочной железы на ранней стадии;
  - о различных методах лечения;
- оказанием помощи при восстановлении и реабилитации;
- сбором пожертвований для помощи пострадавшим;
- сбором пожертвований для проведения исследований.

## История
Лента, как символ определённых идей, впервые упомянута в походной песне американских военных. Песня называлась «На шее она носит жёлтую ленту». Джордж А. Нортон оформил авторское право на слова песни в 1917 году. В 1940-х годах разные авторы несколько раз меняли слова песни.
В 1979 году муж Пенни Лайнген (американец) был взят в заложники террористами, захватившими посольство США в Тегеране (см. захват американских заложников в Иране). Пенни Лайнген желала, чтобы её муж благополучно вернулся домой, привязывала жёлтые ленты на деревьях. Упоминаемая в песне жёлтая лента впервые использовалась, как символ противостояния. Семья и друзья Пенни Лайнген поддержали инициативу, и вскоре жёлтая лента стала национальным символом людей, пропавших без вести.
В 1990-х годах активисты борьбы со СПИДом, вдохновленные лентой как символом объединения, сделали красную ленту своим символом (красный цвет — цвет страсти). Во время церемонии вручения премии Тони (ежегодной театральной премии Америки) в печати появилось фото актёра Джереми Айронса с ярко красной лентой на груди. Красная лента в одночасье стала признанным международным символом борьбы со СПИДом. Газета Нью-Йорк Таймс провозгласила 1992 год «годом ленты».
Впервые розовая лента была введена «Организацией борьбы с раком молочной железы имени Сьюзан Г. Комен» (англ. Komen). В 1990 году во время «Пробега за исцеление» члены организации раздавали розовые козырьки от солнца исцелившимся от рака молочной железы. Годом позднее каждый участник Нью-Йоркского пробега получил розовую ленту.
В 1992 году главный редактор женского журнала о здоровье «Сама» Александра Пенни работала над вторым ежегодным специальным выпуском «Национального месяца борьбы против рака молочной железы». Эвелин Лаудер, на тот момент старший вице-президент корпорации «Estée Lauder», приняла приглашение Пенни и стала гостем-редактором выпуска 1992 года. Пенни и Лаудер предложили[кто?] сделать ленту символом борьбы с раком молочной железы; Лента должна была распространяться в косметических магазинах Эсте Лаудер в Нью-Йорке; Эсте Лаудер поддержала идею и, ленты стали распространяться во всех её магазинах в США. Цвет ленты тогда ещё не был выбран.
В то же время 68-летняя Шарлотта Хайлей пережила рак молочной железы и организовала кампанию по распространению ленты персикового цвета. Лента должна была стать символом борьбы с раком молочной железы. Шарлотта Харлей продавала ленты вместе с карточками; на карточке было написано: «Годовой бюджет „Национального института по борьбе с раком“ — 1,8 миллиарда долларов, и только 5 % из них направлено на предотвращение рака молочной железы». Сообщение Харлей быстро распространилось по Америке. Пенни и Эвелин заинтересовались идеей Хайлей и попытались привлечь её к совместной работе. Харлей отказалась, посчитав, что мотивы Пенни и Эвелин носят слишком коммерческий характер. После всестороннего обсуждения Пенни и Эвелин выбрали на роль символа борьбы с раком молочной железы розовую ленту, которая уже однажды использовалась в 1990 году.

## «Pink Ribbon International»
«Pink Ribbon International» — название организации, целями которой являются:
- создание по всему миру сообщества, оказывающего поддержку больным раком молочной железы;
- информирование врачей-специалистов, пациентов, их друзей и членов их семей об инициативе борьбы против рака молочной железы.

Организация является учредителем премии «Розовой лента».
| Язык        | Название        |
| ----------- | --------------- |
| Испанский   | Lazo rosado     |
| Французский | Ruban rose      |
| Итальянский | Nastro rosa     |
| Немецкий    | Rosa schleife   |
| Голландский | Roze lint       |
| Датский     | Lyserøde sløjfe |
| Чешский     | Růžová stužka   |
| Финский     | Roosa nauha     |
| Норвежский  | Rosa sløyfe     |
| Польский    | Różowa wstążka  |
| Русский     | Розовая лента   |
| Шведский    | Rosa bandet     |
| Турецкий    | Pembe kurdele   |
| Японский    | ピンクリボン    |
| Китайский   | 粉红丝带        |
| Украинский  | Рожева стрічка  |

## Месяц борьбы с раком молочной железы
«Месяц борьбы с раком молочной железы» — ежегодная международная программа, организованная обществами по борьбе с раком молочной железы с целью распространения информации об этом заболевании, а также с целью сбора средств для проведения мероприятий по предотвращению, диагностированию, лечению и реабилитации. Программа также предлагает информацию и поддержку всем, кого поразила эта болезнь. Мероприятия проводятся ежегодно по всему миру в течение октября.
Первый «месяц борьбы с раком молочной железы» был проведён в 1985 году международной фармакологической компанией «АстраЗенека» (англ. AstraZeneca). Цель мероприятия: реклама маммографии как наиболее эффективного средства борьбы с раком. «АстраЗенека» выпускает тамоксифен и другие медикаменты для лечения рака.

### Мероприятия

#### Пробег за исцеление
«Пробег за исцеление» — международное мероприятие, проводимое с целью привлечения внимания к борьбе с раком молочной железы и с целью пропаганды здорового образа жизни.
Первый пробег был организован в октябре 1983 года в Далласе, штат Техас. В пробеге участвовало 700 человек.
В 1999 году в пробеге участвовало уже 600 000 человек из 99 городов Америки. Пробег стал одним из наиболее популярных из серии пяти-километровых забегов (5К).
В 2005 году в пробеге приняли участие 1.4 миллиона человек. Официальный сайт (англ.) «Пробега за исцеление» (англ. The race for the cure website) утверждает, что пробег, проводимый в Вашингтоне, являлся самым значимым из серии 5К в мире.
Пробег проводится и в других странах.
| Страна(ы)                  | Название мероприятия               |
| -------------------------- | ---------------------------------- |
| Австралия и Новая Зеландия | Dove pink star walk                |
| Германия                   | Komen Frankfurt race for the cure  |
| Голландия                  | Walk for women                     |
| Италия                     | Komen Race for the cure            |
| Великобритания             | Race for my wife and race for life |
| Канада                     | Run for the cure                   |
| Венгрия                    | Avon one-day walk for life         |
| Пуэрто-Рико                | Komen race for the cure            |
| Болгария                   | Breast cancer walk                 |

#### Трёхдневный поход «Эйвон против рака молочной железы»
«Эйвон против рака молочной железы» — название мероприятия, в рамках которого организуется пеший поход. Участники похода должны за три дня пешком пройти 60 миль. Цель мероприятия: сбор средств для исследований рака. Мероприятие финансируется «Организацией борьбы с раком молочной железы имени Сьюзан Г. Комен» и проводится в разных городах США. Так как ранее мероприятие организовывалось и финансировалось компанией «Avon», мероприятие до сих пор известно под названием «Avon 3 day».
Компания «Avon» организует и другие мероприятия.
| Страна         | Название мероприятия                                           |
| -------------- | -------------------------------------------------------------- |
| Великобритания | «Celebrating life» award ceremony                              |
| Болгария       | Breast cancer walk                                             |
| Венгрия        | Walk for life                                                  |
| Чехия          | Breast cancer conference                                       |
| Германия       | Women’s 5k/10k walk run                                        |
| Греция         | Recognition dinner and Avon breast cancer crusade fashion show |
| Ирландия       | Breast cancer walk                                             |
| Испания        | Breast cancer walk                                             |
| Италия         | Breast cancer awareness event                                  |
| Польша         | Breast cancer walk                                             |
| Португалия     | Educational walk-a-thon                                        |
| Румыния        | Breast cancer walk                                             |
| Россия         | Press conference                                               |
| Словакия       | Press conference                                               |
| Турция         | «Trip to health with Avon» walk                                |
| Украина        | Breast cancer awareness walk                                   |
| Франция        | 5 km breast cancer race/walk                                   |

#### Глобальная иллюминация

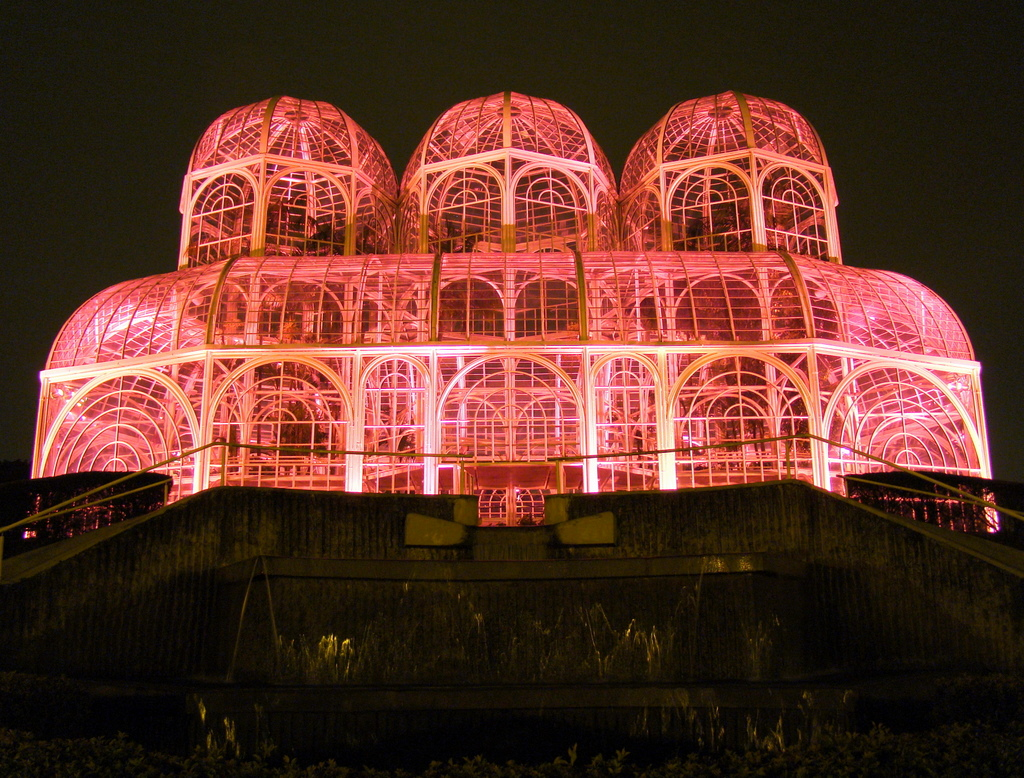
Ботанический сад в городе Куритиба, Южная Бразилия.

Каждый год компания «Estée Lauder» организует подсветку розовым цветом одного из всемирно известных зданий. Мероприятие проводится с целью привлечения внимания к значимости:
- ранней диагностики рака молочной железы;
- исследований способов лечения;
- предотвращения заболевания.

Список некоторых подсвеченных зданий.
| Строение                          | Расположение            |
| --------------------------------- | ----------------------- |
| Портовый мост                     | Сидней, Австралия       |
| Украинский дом                    | Киев, Украина           |
| Торговый центр «Гангжоу»          | Гангжоу, Китай          |
| Ниагарский водопад                | Онтарио, Канада         |
| The eden project                  | Корнвал, Англия         |
| Отель «Мажестик»                  | Канны, Франция          |
| The french affiliate building     | Париж, Франция          |
| «Ангел мира»                      | Мюнхен, Германия        |
| Городская администрация           | Рейкьявик, Исландия     |
| Moshe aviv tower                  | Рамат Ган, Израиль      |
| Константиновская арка             | Рим, Италия             |
| Арена                             | Верона, Италия          |
| Телевизионная башня               | Токио, Япония           |
| Центральная площадь               | Сеул, Республика Корея  |
| Площадь дам, Амстердам, Голландия |                         |
| The skytower                      | Оукланд, Новая Зеландия |

#### «В розовом»
«В розовом» — комплекс мероприятий, проводимых с целью сбора средств, например, тематические вечеринки, «розовый день на работе». Собранные средства передаются научным организациям, занимающимся исследованиями рака молочной железы.

## Продукция

### Почтовая марка «Рак молочной железы»
Впервые почтовая марка «Рак молочной железы» была выпущена в 1996 году в Соединенных Штатах. Марка не пользовалась значительным успехом и, дизайнер Этель Кесслер получила задание разработать новую марку. 29 июля 1998 года первая леди Хиллари Клинтон и министр почты Вильям Хендерсон представили общественности новую марку. Марка стоила 45 центов, из которых 70 % передавались национальному институту рака (англ. National cancer institute, NCI) и 30 % — программе по исследованию рака молочной железы министерства обороны (англ. department of defense, DOD). Всего (на ноябрь 2005 года) 33.5 миллиона долларов были переведены NCI и 13 миллионов долларов — DOD.

### Монета «Рак молочной железы»
В Канаде были введены в оборот 15 000 серебряных монет «Рак молочной железы». На одной стороне монеты изображена королева Елизавета. На другой стороне — символ «Розовой ленты».

## Критика

### Pink Ribbons, Inc
Саманта Кинг в своей книге (2006 год) описывает, как рак молочной железы из серьёзной болезни и личной трагедии женщины превратился в управляемую маркетингом индустрию выживания. В небывалом доселе проявлении филантропии, компании повернули свои гигантские рекламные механизмы на борьбу с этой болезнью, не спрашивая себя, каков может быть эффект и, отчасти, подавляя усилия общественности, направленные на общее оздоровление и изучение вопроса, как и почему рак молочной железы поражает такое огромное число женщин во всём мире. В этой книге впервые Кинг подвергает сомнению эффективность и законность участия крупных коммерческих компаний в усилиях по прекращению эпидемии рака молочной железы.

## Коммерческие участники программы «Розовая лента»
- Косметика
  - Avon
  - Estée Lauder
  - VERTERA

- Фармацевтика
  - AstraZeneca
  - Novartis

- Мода
  - Tommy Hilfiger
  - Ralph Lauren
  - KIABI

- Автомобилестроение
  - Ford
  - BMW

- Электроника
  - Samsung

## Почему розовый?
- В западном мире розовый зачастую ассоциируется с цветом девочек, а голубой — с цветом мальчиков.
- Розовый — это цвет жизни, красоты и здоровья, символизирующий всё то, что прямо противоположно раку.
- Рак молочной железы — это серьёзное женское заболевание, в том числе и по той причине, что оно может нанести урон самоощущению женщины как женщины, так как молочные железы являются сильным ассоциативным элементом женственности.

## Другие значения термина «Розовая лента»
«Розовая лента» является символом организации «March of Dimes», занимающейся борьбой с преждевременными родами, спасением новорожденных и поиском исцеления от врожденных дефектов.